# 馬修·查爾斯·桑德斯
馬修·查爾斯·桑德斯（英語：Matthew Charles Sanders，1981年7月31日—），藝名Matt Shadows，通常被稱為M. Shadows，是美國歌手、作曲家、音樂家。其最主要身份為美國重金屬樂團七級煉獄的主唱及創始成員。在2017年，被Ultimate Guitar列為「當代25大傑出主唱」第3位。

## 早期經歷
Shadows在1981年7月31日出生於美國加州的亨廷頓比奇（英語：Huntington Beach）。他在很小的時候就開始學習歌唱，而他是開始學吉他及年齡稍大後才漸漸萌生對搖滾樂、金屬樂的興趣。他將他早期獲得的音樂經驗及鋼琴結合起來，作為他提升自己吉他及歌唱技巧的養分。他進入亨廷頓比奇中學，並在那裡短暫地組了一個叫「Successful Failure」的龐克樂團，擔任的是吉他手。在之後的1999年與中學同學Zacky Vengeance、The Rev以及Matt Wendt一起組了七級煉獄。

## 藝名
如同七級煉獄裡的其他團員一樣，M. Shadows這個名字是藝名。在接受採訪時，M. Shadows提到關於當初取藝名的原因：「Matt」取自其本名的「Matthew」，而本名念起來並不順口；而「Shadows」則是因為，他認為他是樂團裡面的黑暗人物（darker character of the group）。他還補充道，之所以樂團中的大家都取了藝名，是因為影響他們的許多樂團的成員也都使用了藝名（如槍與玫瑰的Slash、Korn的Munky以及滑結樂團的成員們）。

## 演唱風格
雖然Shadows是屬於男中音，但是經過他運用自己的技巧，他能夠在他所選擇的音樂風格內，舒服而驚人地演唱男高音。他的演唱技巧及風格經過了若干年，有顯著的進化和發展。在樂團的第一張錄音作品Sounding the Seventh Trumpet中，他展現了渾厚而粗重的金屬蕊吼腔技巧，同時清腔技巧卻有所限制。2003年發行的Waking the Fallen中，他展現了他在具有旋律性的聲線上的進展，但仍保持了吼腔技巧帶來的影響。風格改變最明顯的，莫過於他在樂團2005年發行的大碟City of Evil中的表現，該專輯以減少許多比重的吼腔當作和聲，主要以強有力的旋律清腔構成人聲的部分。在這張專輯錄製前，Shadows找上曾經與Axl Rose、Chris Cornell合作過的聲樂指導Ron Anderson，並與之合作了幾個月，因為Shadows想在自己的聲線中加入一些顆粒感更重的元素。這個變化也導致了這張專輯中含有大量樂團其他成員的和聲，尤其是現場表演的時候，而這一特色也一直保留至今。
有謠傳說，因為2003年的Warped巡迴之後進行的喉嚨手術，Shadows在那之後就喪失了吼腔的能力。但是，製片人Andrew Murdock如此回覆來否認這些謠言：「當Sounding the Seventh Trumpet發行後，我遇見他們……Matt將CD拿給我並說道：『這張專輯是吼的。接下來我們想做的音樂，是要半吼半唱的，我不想再吼了，之後我們的歌都會是用唱的。』」

## 影響
Shadows借鑒了傳統重金屬音樂的許多元素來重新演繹他的演唱風格。他提到槍與玫瑰是影響他最大的樂團，並說：「我很愛那個團！你可以隨你想要的來比較我們──因為那就是我玩樂團、做音樂的原因！」此外，他提到過深重影響他的樂團還有金屬製品、麥加帝斯、Pantera、超級殺手、鐵娘子、Ozzy Osbourne、黑色安息日、齊柏林飛船、AC/DC、Blind Guardian、夢劇場、滑結樂團、野獸男孩，以及吉他手Scott Taylor。

## 其它計畫
Shadows曾在許多音樂人的專輯中客串過。他曾在Steel Panther的Feel the Steel專輯中「Turn out the Lights」一曲唱了主歌。他也在2007年The Confession的Requiem專輯中擔任製作人，這也是七級煉獄在2007年自行製作同名專輯前跨出的第一步。狂野夏洛特的Good Morning Revival專輯中「The River」一曲，Shadows在第二段主歌後客串出現，而七級煉獄的吉他手Synyster Gates也在吉他solo中客串出現。在2012年，Shadows和Gates在戰爭電玩遊戲決勝時刻：黑色行動II中以配音的方式客串。在Slash的同名solo專輯中的「Nothing to Say」一曲，Shadows也擔任了客座主唱。

## 私人生活
2009年10月17日，桑德斯與Valary DiBendetto結婚。他們在2012年及2014年生下兩個兒子。Amy Sanders是大Shadows兩歲的姊姊。Shadows在七級煉獄的團員Synyster Gates，與Valary DiBendetto的姊妹Michelle DiBendetto結婚。

在2018年7月，Avenged Sevenfold的Facebook帐户发布了桑德斯写的一篇文章，声称他患有严重的声带病毒感染，这暂时影响了他的唱歌能力。 Avenged Sevenfold取消了接下来三个月的所有巡演/音乐会日期，以便让桑德斯能够恢复。

## 作品

### 七級煉獄
- 《Sounding the Seventh Trumpet（英语：Sounding_the_Seventh_Trumpet）》（2001）
- 《Waking the Fallen（英语：Waking_the_Fallen）》（2003）
- 《邪惡城市（英语：City_of_Evil）》（2005）
- 《同名專輯（英语：Avenged_Sevenfold_(album)）》（2007）
- 《長灘現場實錄（英语：Live_in_the_LBC_%26_Diamonds_in_the_Rough）》（2008）
- 《夢魘》（2010）
- 《國王萬歲》（2013）
- 《舞台》（2016）

### 客串
- 《Portrait of the Goddess（英语：Portrait_of_the_Goddess）》，Bleeding Through（英语：Bleeding_Through）（Savior, Saint, Salvation）（2002）
- 《Death for Life（英语：Death_for_Life）》，Death by Stereo（英语：Death_by_Stereo）（Entombed We Collide）（2005）
- 《Black in the Saddle》，Cowboy Troy（英语：Cowboy_Troy）（Buffalo Stampede）（2007）
- 《Good Morning Revival（英语：Good_Morning_Revival）》，狂野夏洛特（The River，feat. Synyster Gates（英语：Synyster_Gates））（2007）
- 《Feel the Steel（英语：Feel_the_Steel）》，Steel Panther（英语：Steel_Panther）（Turn Out the Lights）（2009）
- 《同名專輯（英语：Slash_(album)）》，Slash（Nothing to Say）（2010）
- 《Any Port in a Storm（英语：Any_Port_in_a_Storm）》，Dirty Heads（英语：Dirty_Heads）（Check the Level，feat. Slash）（2010）
- 《Begin Again》，Hell or Highwater（Go Alone）（2011）
- 《Sin and Bones（英语：Sin_and_Bones）》，Fozzy（英语：Fozzy）（Sandpaper）（2012）
- 《Burning in Water... Drowning in Flame》，Pitch Black Forecast（英语：Pitch_Black_Forecast）（Landmine）（2012）
- 《Lace Up（英语：Lace_Up）》，MGK（Save Me，feat. Synyster Gates（英语：Synyster_Gates））（2012）
- 《Device（英语：Device_(Device_album)）》，Device（英语：Device_(metal_band)）（Haze）（2013）
- 《As The World Burns》，Pitch Black Forecast（英语：Pitch_Black_Forecast）（Landmine）（2014）